# Carina Lau

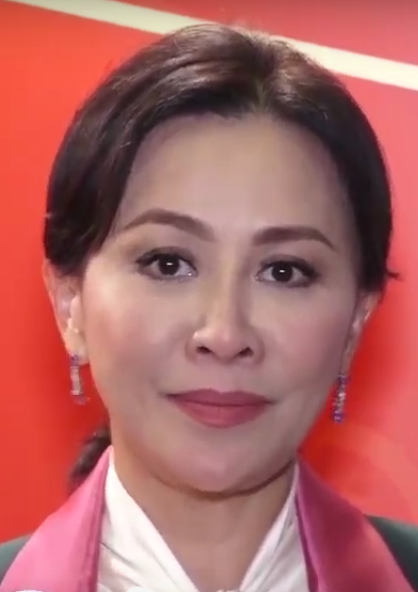
Carina Lau, 2018

Carina Lau (chinesisch 劉嘉玲 / 刘嘉玲, Pinyin Liú Jiālíng, Jyutping Lau4 Gaa1-ling4, kantonesisch Lau Kar-ling; geboren am 8. Dezember 1965 in Suzhou) ist eine chinesische Schauspielerin.

## Leben
Carina Lau zog als Jugendliche 1980 nach Hongkong und besuchte 1983 die Schauspielschule des lokalen Privatsenders TVB der Shaw Brothers. Später spielte sie in einigen Filmen von Wong Kar-Wai mit, etwa Ashes of Time (1994) oder 2046 (2004). Seit 2008 ist sie mit dem Schauspieler Tony Leung Chiu Wai verheiratet.
2017 wurde sie in die Academy of Motion Picture Arts and Sciences (AMPAS) aufgenommen, die jährlich die Oscars vergibt.

## Filmografie (Auswahl)
- 1990: She Shoots Straight (皇家女將)
- 1991: Centre Stage (阮玲玉)
- 1994: Ashes of Time (東邪西毒)
- 1998: Die Blumen von Shanghai (海上花)
- 2003: Infernal Affairs II (無間道II)
- 2004: 2046
- 2010: Detective Dee und das Geheimnis der Phantomflammen (狄仁傑之通天帝國)
- 2013: Detective Dee und der Fluch des Seeungeheuers (狄仁傑之神都龍王)
- 2017: In Your Dreams
- 2018: Detective Dee und die Legende der vier himmlischen Könige (狄仁傑之四大天王)